# Giuseppe Ciaranfi
Giuseppe Ciaranfi (Pistoia, 1838 – Firenze, 18 gennaio 1902) è stato un pittore italiano.

## Biografia
Allievo di Enrico Pollastrini, Giuseppe Ciaranfi fu pittore di genere e di soggetti storici. Dipinse anche scene con personaggi vestiti nei costumi tipici della campagna toscana. Nel 1859 fu ammesso ai corsi del Nudo all'Accademia di belle arti di Firenze e nel 1862 debuttò alla Promotrice fiorentina, con l'opera Benedetto Varchi legge l'istoria fiorentina a Cosimo I de' Medici, oggi conservato a Firenze, alla Galleria d'arte moderna, a Palazzo Pitti. Rappresenta una stanza, all'interno di un palazzo, con personaggi riccamente abbigliati e atteggiati in pose di maniera. Dai vetri della finestra si intravede la Torre di Pisa.

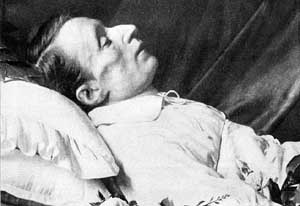
Giacomo Leopardi sul letto di morte

Con altri pittori e letterati toscani frequentò il cenacolo pistoiese dell'ingegnere Francesco Bartolini e di sua moglie, la poetessa irlandese Louisa Grace Bartolini, pittrice e musicista per diletto. I dipinti di Ciaranfi, levigati e precisi, di stile prettamente accademico, incontrarono il favore dell'alta borghesia e furono apprezzati anche a Corte. Vittorio Emanuele II gli commissionò nel 1866 la tela Amedeo II dona ai poveri agricoltori rovinati dalla guerra il suo Collare dell'Annunziata. Nel 1875 Giuseppe Ciaranfi dipinse la tela San Giuseppe e il Divino infante e la presentò a Bologna, poi a una personale, presso l'Accademia di Pistoia, insieme ad alcuni ritratti. Nel 1892 dipinse un ritratto di Savonarola, e nel 1901 partecipò all'Esposizione di Monaco. Dal 1876 ebbe la cattedra di Pittura all'Accademia di Firenze. Sono stati suoi allievi i pittori Cesare Ciani e Alfredo Müller e di Carlo Adolfo Schlatter.

### Altre sue opere
- Dichiarazione d'amore, olio su tela, 67 x 50 cm
- Petrarca osserva Simone Martini mentre dipinge il ritratto di Laura, olio su tela.